# Wohn- und Wirtschaftsgebäude Nordermoor 16
Das Wohn- und Wirtschaftsgebäude Nordermoor 16 im niedersächsischen Elsfleth-Moorriem, Bauerschaft Nordermoor, im Landkreis Wesermarsch, stammt vom Ende des 18. Jahrhunderts.

Aktuell (2023) wird es als Wohnhaus genutzt.
Das Gebäude steht unter Denkmalschutz (siehe auch Liste der Baudenkmale in Elsfleth).

## Geschichte
Die Marschhufensiedlung Moorriem mit der nördlichen Bauerschaft Nordermoor erstreckt sich über etwa 16 Kilometer, wurde nach 1062 gegründet und erhielt im 14. Jahrhundert die heutige Struktur mit den schmalen, oft extrem langgestreckten Parzellen. Im Abstand von ca. 50 bis 100 Metern liegen zahlreiche Hofstellen auf Wurten.
Das eingeschossige kleine und niedrige Wohn- und Wirtschaftsgebäude als Zweiständer-Hallenhaus in Fachwerk mit Steinausfachungen, mit reetgedecktem auf profilierten Knaggen am Wirtschaftsgiebel vorkragendem Krüppelwalmdach, mit Niedersachsengiebeln mit Uhlenloch sowie der Grooten Door mit Rundbogen, stammt von um 1790/1800. Die  Außenwände an den Traufseiten und am Wohngiebel wurden in Backstein erneuert. Es wurde als Kötnerhaus gebaut.
Auf dem Grundstück stehen weitere nicht denkmalgeschützte genutzte Anlagen.
Das Landesdenkmalamt befand: „… geschichtliche Bedeutung … als um 1800 erbautes Fachwerkhallenhaus einer Kötnerstelle … .“
Kötner hatten nur geringen Landbesitz und verrichteten meist zusätzlich handwerkliche Arbeiten oder arbeiteten als Tagelöhner auf Bauern- und Herrenhöfen.